# Noah Ohio
Noah Chidiebere Junior Anyanwu Ohio (Almere, 2003. január 16.) angol és holland korosztályos válogatott labdarúgó, a belga Standard Liège csatárja.

## Pályafutása

### Klubcsapatokban
Az Almere, a Manchester United és a Manchester City akadémiáján nevelkedett, majd 2019-ben került a német RB Leipzig akadémiájára. 2021 januárjában kölcsönbe került a holland SBV Vitesse csapatához 18 hónapra. Január 27-én mutatkozott be az élvonalban a VVV-Venlo ellen csereként. Kevés játéklehetőség miatt a szezon végén felbontották a kölcsön szerződését és visszatért Lipcsébe.
2021 júliusában az osztrák Austria Wien csapatához került kölcsönbe. Augusztus 8-án a Red Bull Salzburg ellen debütált a 70. percben Marco Djuricin cseréjeként. Szeptember 12-én első bajnoki gólját is megszerezte a LASK Linz ellen. 2022. július 14-én a belga Standard Liège szerződtette négy évre.

### A válogatottban
Hollandiában született nigériai szülők gyermekeként, majd Angliában is élt. Ezért mind a három ország válogatottja számításba veheti. Hollandiát az U15 és U16-os, míg Angliát az U16-os korosztályban képviselte.

## Statisztika
2023. június 3. szerint.
| Klub                      | Szezon   | Osztály            | Bajnokság | Bajnokság | Kupa  | Kupa | Nemzetközi | Nemzetközi | Összesen | Összesen |
| Klub                      | Szezon   | Osztály            | Meccs     | Gól       | Meccs | Gól  | Meccs      | Gól        | Meccs    | Gól      |
| ------------------------- | -------- | ------------------ | --------- | --------- | ----- | ---- | ---------- | ---------- | -------- | -------- |
| Vitesse (kölcsönben)      | 2020–21  | Eredivisie         | 4         | 0         | 0     | 0    | —          | —          | 4        | 0        |
| Austria Wien (kölcsönben) | 2021–22  | Osztrák Bundesliga | 30        | 5         | 1     | 1    | —          | —          | 31       | 6        |
| Standard Liège            | 2022–23  | Jupiler League     | 27        | 5         | 2     | 0    | —          | —          | 29       | 5        |
| Összesen                  | Összesen | Összesen           | 61        | 10        | 3     | 1    | 0          | 0          | 64       | 11       |

## Külső hivatkozások
- Noah Ohio adatlapja a Kicker oldalon (németül)
- Noah Ohio adatlapja a Transfermarkt oldalon (angolul)
- Noah Ohio adatlapja a Soccerway oldalon (angolul)